# Afanitisch

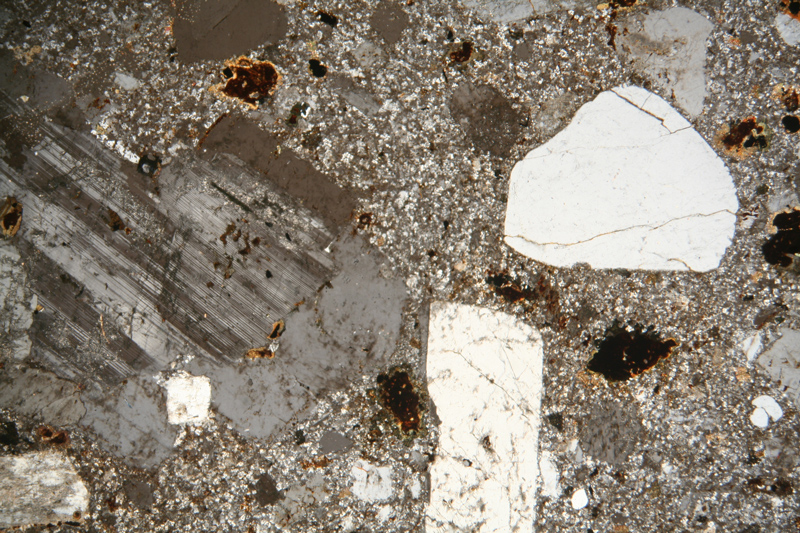
Een porfiritische ryoliet onder de polarisatiemicroscoop (CPO). De fenocrysten zijn kwarts, kaliveldspaat en plagioklaas. De cryptokristallijne grondmassa bestaat uit kwarts, kaliveldspaat, plagioklaas en gechloritiseerde biotiet.

Afanitisch (van Grieks: ἀ-, ἀν ("niet"), φανερός ("Zichtbaar"); Engels: aphanitic) is in de petrologie de naam voor een textuur bij stollingsgesteentes, die geheel of grotendeels bestaan uit kristallen die te klein zijn om te onderscheiden. Afanitische gesteenten (soms afanieten genoemd) zijn kristallijne stoffen, maar de kristalijne textuur blijkt pas onder een microscoop.
Het tegenovergestelde van afanitisch is faneritisch, een textuur van kristallen die groot genoeg zijn om met het blote oog te onderscheiden.

## Vorming
Afanitische texturen komen voor als er sprake was van snelle kristallisatie van magma, waardoor de kristallen niet de tijd hadden groter te groeien. Dit soort omstandigheden komen voor als magma stolt in dikes (ganggesteente) of aan het oppervlak (uitvloeiingsgesteente, dat ontstaat bij vulkanisme). Het bijbehorende stollingsgesteente wordt dan ganggesteente genoemd. De termen ganggesteente of uitvloeiingsgesteente zijn interpretaties, terwijl afaniet een feitelijke observatie is van hetzelfde gesteente.

## Naamgeving
Afanitische gesteenten zijn meestal porfiritisch, dat wil zeggen dat ze bestaan uit een grondmassa van microscopisch kleine kristallen, maar ook grotere kristallen (zogenaamde fenocrysten) bevatten, die ook met het blote oog zichtbaar kunnen zijn. Dergelijke gesteenten worden porfieren genoemd. Het tegenovergestelde, waarbij het gesteente uitsluitend uit afanitische kristallen bestaat, wordt afyrisch genoemd, en komt relatief minder vaak voor. Er wordt een onderscheid gemaakt tussen een grondmassa van kristallen (cryptokristallijn) en een grondmassa waarbij de kristallen zo groot zijn, dat met een microscoop duidelijk details zichtbaar zijn (microkristallijn).
De textuur van felsische afanitische gesteenten wordt ook wel felsitisch genoemd. Een afanitische textuur waarin microscopisch kleine, langwerpige veldspaatkristallen opvallen wordt een pilotaxitische textuur genoemd. Deze veldspaten kunnen een bepaalde voorkeursoriëntatie hebben. Wanneer tussen de kristallen van de grondmassa glas voorkomt, wordt gesproken van een intersertale textuur. Als het grootste deel van de grondmassa uit glas bestaat, wordt de textuur vitrofyrisch genoemd. Bij dacieten, andesieten en trachieten heeft het glas vaak een lichte kleur en komen in tegenstelling tot een vitrofyrische textuur ook kleine kristallen in de grondmassa voor. Men spreekt dan van een hyalopilitische textuur.